# Gary McCormack
Kenny McCormick es un actor y exbajista escocés que estuvo en la banda The Exploited del año 1980 al 1983. Antes de entrar a esta banda tocó el bajo para la banda de post-punk Josef K. y trabajó también con Big John Duncan (The Exploited) en The Square Peg después de The Exploited.

## Discografía

### En estudio con The Exploited
| Nombre | del Álbum          | Discográfica   |
| 1981   | Punk's Not Dead    | Secret Records |
| 1982   | Troops of Tomorrow | Secret Records |

### Racopilatorios
| Nombre | del Álbum                                                          | Discográfica       |
| 1984   | Totally Exploited                                                  | Taang Records      |
| 1992   | Apocalypse '77                                                     | Relativity Records |
| 1992   | Don't Forget the Chaos                                             | Cleopatra Records  |
| 1993   | Singles Collection                                                 |                    |
| 2001   | Punk Singles & Rarities 1980-83                                    | Capitain Oi!       |
| 2002   | Dead Cities                                                        | Harry May Records  |
| 2004   | The Best of The Exploited - Twenty Five Years of Anarchy and Chaos | Secret Records     |

- Datos: Q3758526